# Maqbool Fida Husain
Maqbool Fida Husain (Pandharpur, 17 de septiembre de 1915 - Londres, 9 de junio de 2011) fue un pintor y cineasta de la India. En 2005, a causa de las demandas contra el contenido de su obra, abandonó su país y se convirtió en ciudadano de Catar. 
Pintor prolífico, carecía de estudio y realizaba su obra con un pincel extralargo, extendiendo las telas sobre el suelo en cualquier lugar y pintando con poco cuidado. Fue especialmente conocido por sus reinterpretaciones desde un punto de vista moderno de temas míticos y religiosos de su país; así, por ejemplo, son conocidas sus series basadas en el Ramayana y Mahabharata, y una serie de 45 acuarelas tituladas Passage Through Human Space. 
Entre los honores que recibió destacan su nombramiento en 1986 por el primer ministro Rajiv Gandhi como miembro de la Cámara Alta del Parlamento de la India. Durante los seis años que permaneció en el puesto, no intervino nunca y se dedicó a hacer caricaturas de sus colegas parlamentarios, trabajos que publicaría luego bajo el título de Sansad Upanishad: The Scriptures of Parliament. 
En 1967, una de sus películas, Through the Eyes of a Painter, ganó el Oso de Oro del Festival de Cine de Berlín.

## Biografía
Nacido en Pandharpur, en el centro del país, creció en Indore, en Madhya Pradesh. Hijo de un contable, marchó a Bombay en busca de fortuna. Allí, además de diseñar juguetes y muebles para niños, se dedicó a pintar carteles de películas. 
Bajo la influencia de Cézanne y Matisse, se especializó luego en la pintura de escenas de la épica nacional india como el Mahabharata y del panteón hindú, cuyos dioses y diosas trató como estímulos visuales, presentándolos desnudos y en poses eróticas (en unas series de principios de los años setenta), algo que lo convirtió en objeto de ataques por parte de grupos nacionalistas hindúes y que lo obligó a frecuentar los tribunales de justicia. 
Formó parte desde 1947, por invitación de Francis Newton Souza, del «Progressive Artists’ Group», en el que se agrupaban artistas modernos que rompían con las líneas pictóricas tradicionales. 
Ganó un premio en la exposición anual de la Bombay Art Society, tras el cual comenzó a exponer por toda la India y en el extranjero; así, en 1971 protagonizó una gran exposición en la Bienal de San Paulo. 
Son característicos suyos los retratos de la Madre Teresa de Calcuta y los cientos de imágenes que pintó de la sex-symbol del Bollywood de los años noventa Madhuri Dixit (la «Oomph Girl»), a quien conoció a través de la famosa película Who Am I to You? (1994) y a la que adoptó como musa, llegando a dirigirla en 2000 en la película Gaja Gamini, que produjo él mismo invirtiendo en ella dos millones de dólares. Más tarde dirigió también a la estrella hindi Tabu en Meenaxi: A Tale of Three Cities (2004). 
En 2005 un coleccionista particular pagó 2 millones de dólares por su cuadro «The Last Supper»; con ese dinero ayudó a mantener los cuatro museos que él mismo había creado para mostrar su obra y su colección de coches deportivos clásicos.

## Fuente
- William Grimes, «Maqbool Fida Husain, India’s Most Famous Painter, Dies at 95», nytimes.com, 10-6-2011.